# Soledad Bacarreza
María Soledad Bacarreza Trudgett (Santiago, 17 de mayo de 1969) es una psicóloga, comentarista deportiva y presentadora de televisión chilena. Ha trabajado en medios como Canal 13, DirecTV Sports, Radio Concierto y Publimetro.

## Biografía
Estudió en el Colegio de la Alianza Francesa de Santiago, donde a los 8 años de edad comenzó a competir en torneos de atletismo.
Al poco tiempo de haberse titulado como psicóloga en la Pontificia Universidad Católica de Chile, audicionó en La Red y comenzó a trabajar como comentarista deportiva en el noticiero Punto. En julio participó Miss Nacional Chile 87 En El Teatro Municipal de Santiago 
El 11 de Agosto una de esta favoritas viajó a los Estados Unidos a Phiiladelfia al concurso de belleza Miss Nacional en agosto de 1987 a los 18 años de edad Su cuarta Semifinalista En Traje Tipico Representa Rapa Nui con flores y finalista en Traje de noche negro Diseñado por Rubén campos
Por quince años fue un rostro habitual del área deportiva de Canal 13, señal en la que debutó con motivo de los Juegos Olímpicos de Atlanta. Además de relatar torneos de tenis, atletismo y natación, realizó comentarios para el noticiero Teletrece y otros espacios como Pantalla abierta y En boca de todos.
Durante el Festival de Viña de 2008 se le encargó reemplazar a Diana Bolocco en la conducción de Alfombra roja. Así fue como empezó a participar en programas de entretenimiento de Canal 13, aunque nunca abandonó las transmisiones deportivas.
En 2009 fue jurado del estelar Chile, país de talentos, inspirado en el británico Got Talent, junto al bailarín Edgardo Hartley, el libretista Jorge López y un invitado.
En 2012 llegó a DirecTV Sports para comentar los Juegos Olímpicos de Londres para diferentes países de América Latina junto a profesionales como Juan Pablo Varsky y Bruno Vain. Siguió hasta 2020.
Ha sido columnista de medios escritos como Publimetro y El Gráfico.
Además, se desempeñó como Directora de la Escuela de Deporte del Instituto Profesional AIEP.

## Programas de televisión
| Año         | Programa                                                                                             | Canal                      | Notas        |
| ----------- | --- | -------------------------- | ------------ |
| 1994 - 1996 | Punto                                                                                                | La Red                     | Comentarista |
| 1996 - 2011 | Deportes 13 Área Deportiva, Campaña Marcelo Ríos y Copa Davis 1996 Copa Davis 1997 y Copa Davis 1998 | Canal 13                   | Comentarista |
| 1996        | Juegos Olímpicos de Atlanta 1996                                                                     | Canal 13                   | Comentarista |
| 1998        | Juegos Olímpicos de Nagano 1998                                                                      | Canal 13                   | Comentarista |
| 1999        | Juegos Panamericanos Winnipeg 1999                                                                   | Canal 13                   | Comentarista |
| 2000        | Juegos Olímpicos de Sydney 2000                                                                      | Canal 13                   | Comentarista |
| 2002        | Juegos Olímpicos de Salt Lake City 2002                                                              | Canal 13                   | Comentarista |
| 2002        | Pantalla abierta                                                                                     | Canal 13                   | Comentarista |
| 2004        | Copa América Perú 2004                                                                               | Canal 13                   | Conductora   |
| 2007        | En boca de todos                                                                                     | Canal 13                   | Comentarista |
| 2008        | Juegos Olímpicos de Pekín 2008                                                                       | Canal 13                   | Comentarista |
| 2008-2009   | Alfombra roja                                                                                        | Canal 13                   | Reemplazo    |
| 2008        | En la barra con Aldo                                                                                 | Canal 13                   | Comentarista |
| 2009        | 1810 hace historia                                                                                   | Canal 13                   | Conductora   |
| 2009        | Chile, país de talentos                                                                              | Canal 13                   | Jurado       |
| 2009        | Mundial de Atletismo Berlin 2009                                                                     | Canal 13                   | Comentarista |
| 2010        | Viva la mañana                                                                                       | Canal 13                   | Reemplazo    |
| 2010        | Acoso textual                                                                                        | Canal 13                   | Reemplazo    |
| 2011        | Mundial de Atletismo Daegu 2011                                                                      | Canal 13                   | Comentarista |
| 2011        | Juegos Panamericanos Guadalajara 2011                                                                | Canal 13                   | Comentarista |
| 2011        | Ruta olímpica, el estelar                                                                            | Canal del Deporte Olímpico | Conductora   |
| 2012        | Juegos Olímpicos de Londres 2012                                                                     | DirecTV Sports             | Conductora   |
| 2012        | Juegos Olímpicos de Londres 2012                                                                     | TVN                        | Comentarista |
| 2013        | Toc show                                                                                             | TV+                        | Panelista    |
| 2013        | Copa Davis                                                                                           | Canal del Deporte Olímpico | Conductora   |
| 2013        | Juegos Suramericanos de 2014                                                                         | TVN                        | Comentarista |
| 2014        | Conexión América                                                                                     | DirecTV Sports             | Conductora   |
| 2014-2017   | Central deportivo                                                                                    | DirecTV Sports             | Reportera    |
| 2016        | Juegos Olímpicos de Río 2016                                                                         | DirecTV Sports             | Conductora   |
| 2016        | Puro concepto                                                                                        | DirecTV Sports             | Comentarista |
| 2017        | La divina comida                                                                                     | Chilevisión                | Participante |